# Holst, Advokater
Holst, Advokater blev etableret i 2007 med hovedkontor i Aarhus og har siden 2018 haft kontorfacilitet i København også. Advokatfirmaet beskæftiger omkring 90 medarbejdere, hvoraf ca. halvdelen er jurister og den anden halvdel er fordelt på sekretærer og administrativt personale. 
Holst, Advokater er opkaldt efter en af firmaets mest erfarne partnere, Jørgen Holst.

## Historie
I år 2007 valgte en række partnere fra Bech-Bruun at forlade firmaet sammen med en gruppe medarbejdere (jurister og administrativt personale), ca. 50 i alt. Dette resulterede i, at Bech-Bruun ikke længere var Danmarks største advokatkontor (Danmarks største advokatfirma var herefter Kromann Reumert). Udbryderne fra Bech-Bruun dannede virksomheden Holst, Advokater den 1. april 2007 i Aarhus. Firmaet er opkaldt efter Jørgen Holst. 